# 日本ホタルの会
日本ホタルの会（にほんホタルのかい）は、ホタルを里山環境の象徴とし、身近な生き物が生息できる自然環境の保護・保全と再生を図ることを目的としている団体である。名誉会長は矢島稔。

## 概要
ホタルの生息環境の調査・保全・情報収集を主に活動の軸とする団体。矢島稔により設立された。理事に農学博士の小西正泰、環境科学博士の渋江桂子がいる。
ホタルに関する集会、執筆などを通して、ホタルの情報収集及び普及に努めている。ホタルの観察会・見学会は定期的に開催。山梨県身延町にある「湯町ホタル公園」や「ぐんま昆虫の森」で特別見学会、他に東京都内の緑地や温泉地などで行う。これらは夜間だけでなく、日中も行われる。また、1992年10月12日には、第1回目の「日本ホタルの会シンポジウム」を開催。以降ホタルの生息状況など、実施した研究の発表・交流を目的として毎年開かれている。
会員には「ホタルのニュースレター」を年に4度発行・配布し、希望者には郵便による冊子の配達や、PDFファイルでパソコン上でも見られるようなサービスを提供している。また、愛知県豊橋市にある朝倉川では、同会が協力して川の再生を実現するための指針「朝倉川流域ビジョン」を策定。生息地となる「ビオトープ」を設け、ごみひろいや植樹などの活動を行った。

## 関連書籍
会長及び会員が、ホタルその他昆虫に関する数々の書籍を執筆している。
- 矢島稔　『わたしの昆虫記②　「ホタルが教えてくれたこと」』　2001年　偕成社
- 大場信義　『ホタルの木』　2003年　どうぶつ社
- 東京ゲンジボタル研究所　『ホタル百科』　2004年　丸善
- 板当沢ホタル調査団　『日本産ホタル10種の生態研究』　2006年　板当沢ホタル調査団事務局